# Kudar Lajos
Vitéz Kudar Lajos (Vinga, 1895. november 19. – Budapest, 1945. február 11.) magyar csendőr alezredes, az Államvédelmi Központ parancsnok-helyettese, aki a második világháború idején részt vett a náciknak ellenálló Magyar Függetlenségi Mozgalom munkájában, ezért a nyilasok letartóztatták, és átadták a németeknek, akik kivégezték.

## Élete

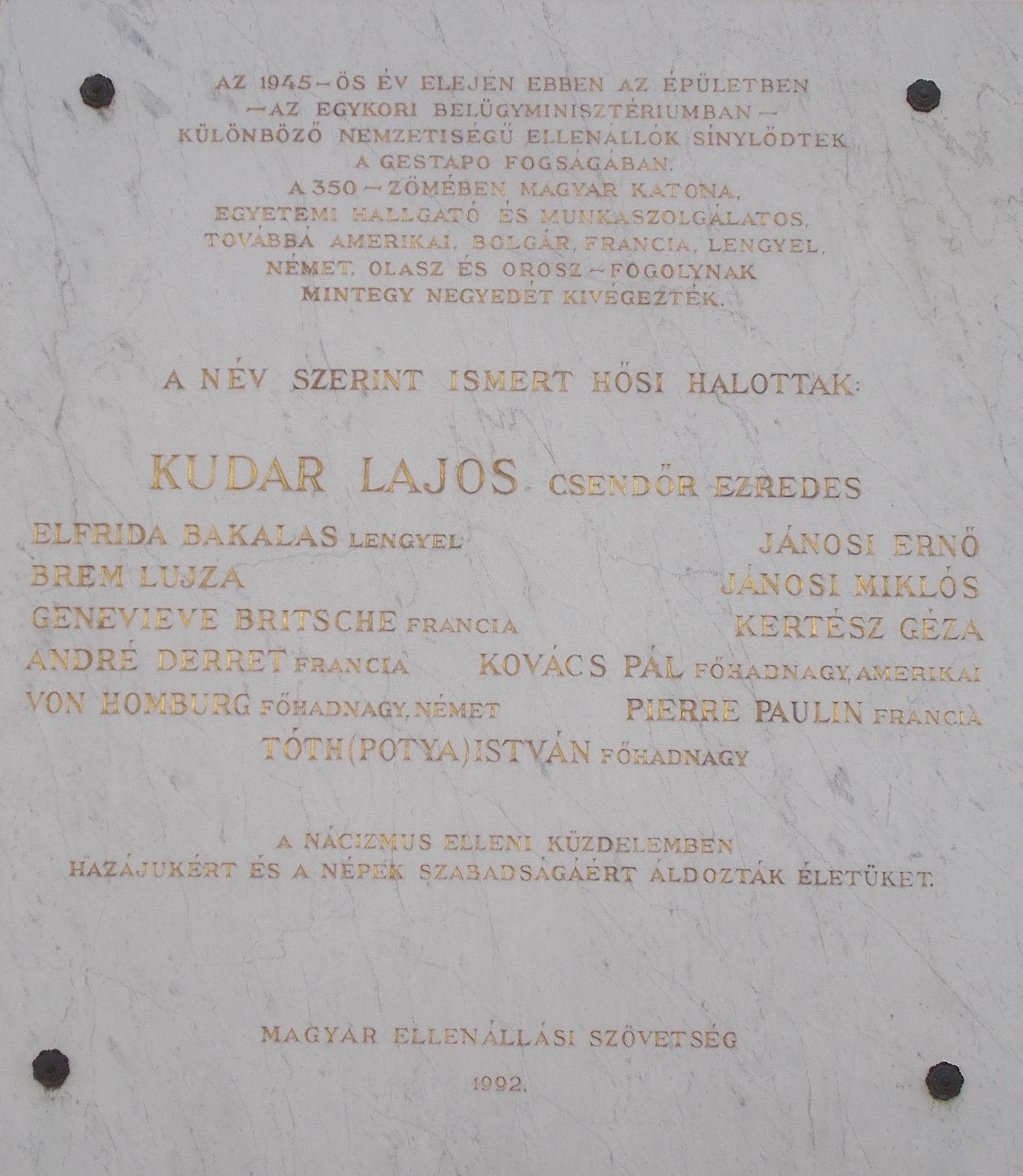
Neve elsőként szerepel a Gestapo áldozatai részére állított emléktáblán az egykori Belügyminisztérium épületén (Budapest I. ker., Országház utca 22.)

Az első világháborúban harcolt az orosz és román fronton. Helytállásáért a háború után I. és II. osztályú vitézségi éremben részesült, valamint a Vitézi rend megalakulása után nem sokkal Horthy Miklós kormányzó vitézzé avatta. 1923-ban a csendőrség kötelékébe került, főhadnagyi rangban. Hosszú ideig vidéken teljesített szolgálatot, majd 1936-ban Budapestre helyezték, 1939-ben kinevezték a csendőrségi nyomozó osztály vezetőjévé. Ugyanebben az évben került kapcsolatba a Teleki Pál miniszterelnök által megbízott Szent-Iványi Domokos körül szerveződő Magyar Függetlenségi Mozgalommal, amelynek egyik alapembere lett.
1942-ben létrehozták az Államvédelmi Központot, amelynek vezetőjévé vitéz Ujszászy István tábornokot, helyettesévé pedig Kudar Lajost tették, aki időközben alezredesi rangot kapott. A német megszállást követően 1944. április 17-én Újszászy Istvánt a Gestapo letartóztatta. Ezt követően az ÁVK élére Kuthy Lászlót nevezték ki, de a tényleges vezető Kudar Lajos lett. A politikai üldözöttek számára egymás után állíttatta ki a hamis okmányokat, hogy el tudjanak rejtőzni a Gestapo és az SS elől. Szintén Kudar és segédje Korondi Béla szervezte meg a Faragho Gábor vezette fegyverszüneti bizottság Moszkvába juttatását.
A nyilas puccsot követően fegyveres erővel megakadályozta, hogy a nyilas bandák (akik ellen egyébként a Szálasi-kormány is kénytelen volt többször fellépni) elhurcolják az ún. védett házakban lakó zsidókat. A letartóztatandó személyeket mindig értesítette előre, ezért azoknak volt idejük elmenekülni, vagy elbújni. Ez a tevékenysége tűnt fel a nyilasoknak, akik utasították a Nemzeti Számonkérő Különítmény parancsnokát, Radó Endre csendőrszázadost Kudar Lajos letartóztatására. Kudar gyanút fogott, a családját vidékre menekítette, ő azonban már nem tudott elmenekülni, mert december 4-én, Korondi Bélával együtt letartóztatták. Korondinak január 4-én sikerült megszöknie a börtönből, Kudar Lajost azonban 1945. február 11-én, nem sokkal a budai kitörési kísérlet előtt a németek agyonlőtték.
A háború után posztumusz a Magyar Szabadsági Érdemrend legmagasabb fokozatával tüntették ki. A kommunista hatalomátvétel után azonban kijelentették, hogy Kudar Lajos tevékenysége nem merítette ki az ellenállás tényét, a feleségétől az özvegyi járadékot megvonták, majd a családot vidékre internálták, ahonnan csak 1956-ban térhettek haza, Budapestre. A rendszerváltás után újra elismerték Kudar ellenálló tevékenységét, posztumusz altábornaggyá léptették elő és 1992-ben az Országház utca 28. szám alatt emléktáblát állítottak tiszteletére.